# Герб Чайковского
Герб Чайковского — официальный символ города Чайковский Пермского края Российской Федерации.
Ныне действующий герб Чайковского утверждён решением Думы Чайковского городского округа от 21 мая 2020 № 24.

## Геральдическое описание герба
«В лазоревом поле геральдического щита летящая серебряная чайка с золотым клювом, сопровождаемая слева двумя узкими волнистыми столбами: серебряным и золотым. В вольной части фигуры из гербового щита Пермского края. Щит увенчан золотой башенной короной о пяти видимых зубцах.

## Символика
- Две вертикальные вздыбленные полосы — символ вздыбленной (с участием человека, построившего плотину и Воткинскую ГЭС), но укрощённой воды. Серебро — символ чистоты. Золото — символ достатка, богатства, силы и великодушия. Лазурь — символ будущности, развития, небесной чистоты и красоты, водных ресурсов.
- Летящая чайка — символ развития, будущности и перспективы;
- Серебряная чайка — символ чистоты и благородства, динамичности и свободы. Чайка одновременно исполняет роль распространительницы энергии.
- Золотая башенная корона о пяти зубцах обозначает административный статус городского округа; вольная часть — региональную принадлежность Чайковского городского округа к Пермскому краю.

## История

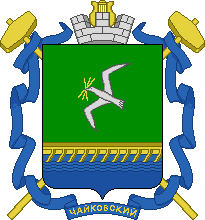
Герб Чайковского 2000 года

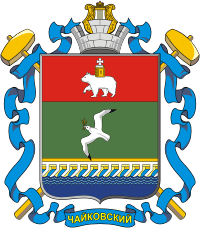
Герб Чайковского 2000 года

Разработка проектов гербов Чайковского началась с начала 1990-х годов, выпускалась различная сувенирная продукция на данную тематику. В 1996 году в местной газете пермский краевед В. П. Ардашов предлагал свой проект герба Чайковского. В середине 1990-х в Пермской областной администрации было разработано несколько проектов гербов Чайковского.
Официальный герб Чайковского был утверждён решением Чайковской городской Думы от 25 октября 2000 года № 137, автором которого был Ю. К. Николаев, художники — А. П. Зырянов, Л. А. Колчанова.

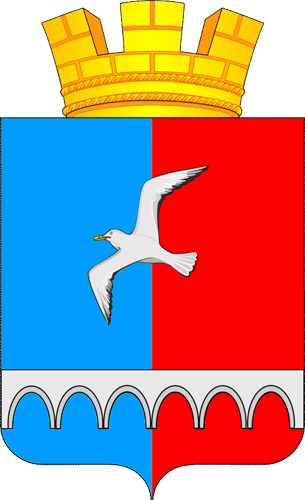
Герб Чайковского 2015 года

21 сентября 2011 года на заседании Чайковской городской Думы рассматривался проект нового герба города, однако он был отклонён.
Решением Думы Чайковского городского округа от 21 мая 2020 был утверждён новый герб.
Геральдическое описание (блазон):
В зеленом поле щита, в клюве несущая пучок (три) волнистых золотых стрелы, летящая серебряная чайка вправо. В нижней части щита золотая плотина, расчлененная на 11 уступов, по которым ниспадает лазурь.
Щит украшен серебряной трехбашенной короной, из которой восходит золотая лира. За щитом два накрест положенных золотых молотка, соединенных лазоревой лентой, на которой под щитом надпись: «Чайковский
Допускалось использование герба Пермской области в верхней 1/3 части гербового щита герба города Чайковского, а именно: на красном поле серебряный медведь с золотым Евангелием и серебряным четырехконечным равносторонним крестом".
После утверждения в 2010 году символов Чайковского муниципального района признано утратившим силу Положение о гербе города Чайковского (2000 г.), т.к. этим гербом пользовались и город, и район. Поэтому для Чайковского городского поселения было решено разработать другой герб.
21 сентября 2011 года на заседании Чайковской городской Думы был рассмотрен проект нового герба города, разработанного пермскими специалистами (геральдический салон "Юнигор"). Депутаты отклонили предложенный проект.
В сентябре 2015 года депутатами Чайковской Думы вновь рассматривался тот же проект герба, он был утвержден Решением Думы Чайковского городского поселения "Об утверждении Положения о гербе и флаге..." от 17 сентября 2015 года № 250. Герб внесен в Государственный геральдический регистр РФ под № 10770.
Геральдическое описание (блазон):
в рассеченном лазурью и червленью поле летящая серебряная чайка с золотым клювом, сопровождаемая в оконечности серебряным мостом с многочисленными арками
Толкование Герба. 
Гласный герб. Летящая чайка – символ развития и будущего – указывает на название городского поселения: «Чайковский». Серебряный мост в оконечности герба символизирует Воткинскую ГЭС и плотину водохранилища, строительство которых дало начало развитию города. Лазурь - символ будущности, добродетели, чистой воды и неба. Красный цвет в гербе символизирует труд, праздник и красоту, а также указывает на принадлежность городского поселения к территории Пермского края. Серебро – символ чистоты, совершенства. Золото – символ достатка, богатства, силы и великодушия.